# Овелак, Абель
Абе́ль Овела́к (фр. Abel Hovelacque; 14 ноября 1843 года, Париж — 22 февраля 1896 года, там же) — французский антрополог и лингвист.

## Биография
Изучал антропологию и сравнительную анатомию у знаменитого Поля Брока́, объездил затем с научной целью Австрию, Сербию и др. Вместе с Оноре Шаве́ основал в 1866 году «Revue de linguistique et de philologie comparée», позднее — «Dictionnaire de l’anthropologie» и «Bibliothèque anthropologique». В «Revue de linguistique et de philologie comparée» публиковались статьи Жюльен Жирара де Риаля.

## Творчество
- «Grammaire de la langue zende» (2 изд. 1878);
- «L’Avesta, Zoroastre et la Mazdéisme» (1880);
- «La linguistique» (4 изд. 1888);
- «Langues, races, nationalités» (2 изд. 1874);
- «Mélanges de linguistique et d’anthropologie» (1880);
- «L’homme primitif contemporain» (1882);
- «Précis d’anthropologie» (1886);
- «Les nègres de l’Afrique sous-équatoriale» (1889).

## Память
- В Париже одна из улиц XIII округа названа его именем — рю-Абель-Овелак.